# Hayes & Yeading United Football Club
L'Hayes & Yeading United è un club calcistico con sede nella città di Hayes, nel Distretto di Hillingdon. Il club attualmente gioca nella Southern Football League Premier South, settimo livello del calcio britannico. Gioca le partite al Skyex Stadium.

## Storia
Il club è stato fondato nel 2007 in seguito alla fusione dei due precedenti club dell'Hayes F.C. (fondato come Botwell Mission nel 1909 e rinominato nel 1929) e lo Yeading F.C. (fondato negli anni sessanta).
Nella stagione 2008-2009 ha vinto i play-off di Conference South ed in seguito ha disputato tre campionati consecutivi nella Conference National (quinta divisione) dal 2009 al 2012.

## Palmarès

### Competizioni nazionali
- Isthmian League: 1

2018-2019
- Southern Football League Cup: 1

2016-2017

### Altri piazzamenti
- Southern Football League:

Terzo posto: 2019-2020